# Karlsruhe (1929)
El Karlsruhe fue un crucero ligero (Leichter Kreuzer) alemán que estuvo en servicio entre 1929 y abril de 1940, incluido el servicio en la Segunda Guerra Mundial. Recibió su nombre en honor a la ciudad de Karlsruhe. Pertenecía a la clase Könisberg y estuvo sucesivamente operado por dos armadas alemanas, la Reichsmarine y la Kriegsmarine. Tenía dos buques gemelos, el Könisberg, líder de la clase y el Köln. El Karlsruhe fue construido en los astilleros Deutsche Werke en Kiel, fue puesto en quilla en julio de 1926, botado en agosto del año siguiente y finalmente asignado a la Reichsmarine en noviembre de 1929, durante la República de Weimar. Estaba armado con una batería principal de nueve cañones SK C/25 de 150 mm en tres torretas triples y tenía una velocidad máxima de 32 nudos (59 km/h; 37 mph). Participó durante la Campaña de Noruega y fue hundido el 9 de abril de 1940 en el mismo contexto durante la Segunda Guerra Mundial.
Al igual que sus gemelos, el Karlsruhe sirvió como crucero de entrenamiento para cadetes navales durante la década de 1930. Durante la Guerra Civil Española se unió a las patrullas de no intervención frente a las costas españolas. Estaba en proceso de modernización cuando estalló la Segunda Guerra Mundial en septiembre de 1939 y, por lo tanto, no estuvo listo para la acción hasta noviembre de 1939. En abril de 1940, el Karlsruhe participó en la Operación Weserübung, la invasión de Noruega. Desembarcó tropas en Kristiansand, pero mientras regresaba a Alemania el 9 de abril, fue alcanzado por un torpedo del submarino HMS Truant de la Royal Navy y sufrió graves daños. Al no poder regresar a puerto, el Karlsruhe fue hundido de forma controlada por un torpedero alemán que lo escoltaba.
Sus restos fueron descubiertos en junio de 2020 en la Fosa noruega, a 13 millas náuticas (24 km) al sureste de Kristiansand a una profundidad de 490 metros (1608 pies).

## Diseño

### Dimensiones y tripulación

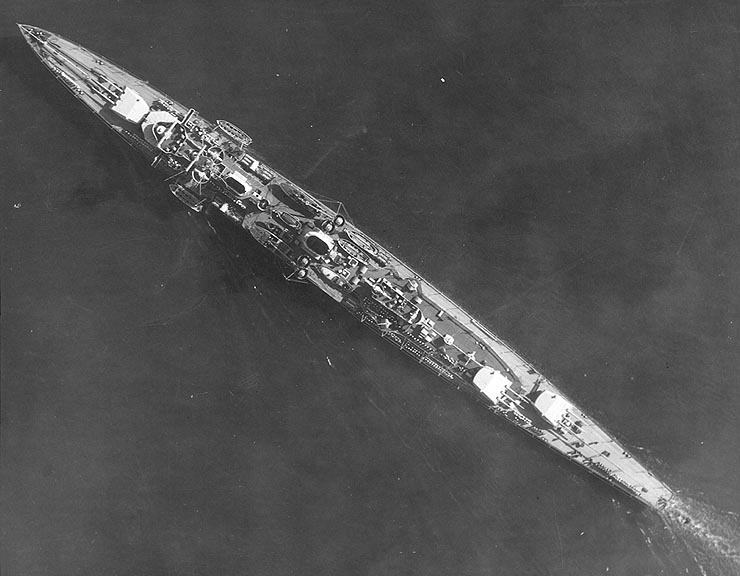
Vista cenital del Karlsruhe mostrando la disposición desplazada de la artillería principal a popa. En ruta a San Diego (California), el 27 de marzo de 1934.

El Karlsruhe tenía 174 metros (571 pies) de eslora total (LOA) y una manga de 15,2 metros (49,9 pies), con un calado máximo de 6,28 metros (20,6 pies). Desplazaba 7700 toneladas largas (7824 t) a plena carga (Δm). El barco tenía una cubierta con un castillo de proa que se extendía por la mayor parte de su eslora y terminaba justo detrás de la torreta superpuesta más a popa. Su superestructura consistía en una torre de mando en proa con un mástil tubular pesado y una torre de mando secundaria más a popa. El Königsberg tenía una tripulación de 21 oficiales y 493 entre suboficiales y marinería.

### Propulsión
Su sistema de propulsión constaba de cuatro turbinas de vapor y un par de motores diésel de cuatro tiempos y 10 cilindros. El vapor para las turbinas era proporcionado por seis calderas de tubos de agua de tipo marino, de doble extremo y alimentadas con petróleo, que se ventilaban a través de un par de embudos. El sistema de propulsión del barco, recogido en sus dos hélices, le dotaba de gran capacidad de maniobra gracias a su velocidad máxima de 32 nudos (59,3 km/h; 36,8 mph) y una autonomía de aproximadamente 5700 millas náuticas (10 556,4 km; 6559,4 mi) a 19 nudos (35,2 km/h; 21,9 mph). El buque poseía una potencia de 48 000 kW (65 262 CV; 64 369 HP). La potencia así obtenida también era de 65 000 HP al eje, con las equivalencias reseñadas.

### Armamento y blindaje
El barco estaba armado con una batería principal de nueve cañones SK C/25 de 150mm (5,9 ") en tres torretas triples. Una estaba ubicada en proa y dos a popa, superpuesta una sobre la otra en popa. La torreta más a popa, que estaba situada sobre la cubierta principal, estaba desplazada a estribor para aumentar su arco de fuego, mientras que la nmediata superior lo estaba al costado de babor por el mismo motivo. el hecho de presentar dos de estas torres a popa desplazadas respecto de la línea de crujía pero alineadas respecto del primer tubo de la torreta posterior, posibilitaba el disparo simultáneo de ambas torres hacia atrás con vista a obtener un mejor arco de tiro. Tenían una dotación operacional de 1.080 cartuchos de munición, es decir, 120 proyectiles por cañón. El barco también estaba equipado con dos cañones antiaéreos SK L/45 de 88 mm (3,5") en montajes individuales, con 400 cartuchos de munición cada uno. El Karlsruhe también llevaba cuatro soportes triples para tubos lanzatorpedos ubicados en el centro del barco y veinticuatro suministrados torpedos de 50 centímetros (19,7 plg). También era capaz de transportar 120 minas navales. 
El barco estaba protegido por una somera cubierta blindada de 40 milímetros (1,6 plg) de espesor en el centro del barco y un cinturón blindado de 50 milímetros (2 plg) de espesor. La torre de mando tenía costados de 100 milímetros (3,9 plg) de espesor.Las torretas tenían un espesor de tan solo 20 milímetros (0,8 plg). No poseía protección antisubmarina. Podía servir como crucero explorador, minador o transporte rápido de tropas.

## Historial

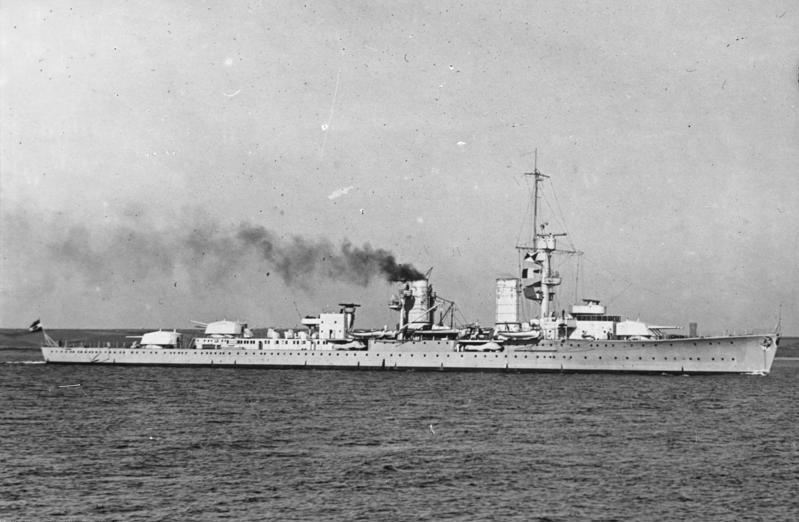
El Karlsruhe en 1931.

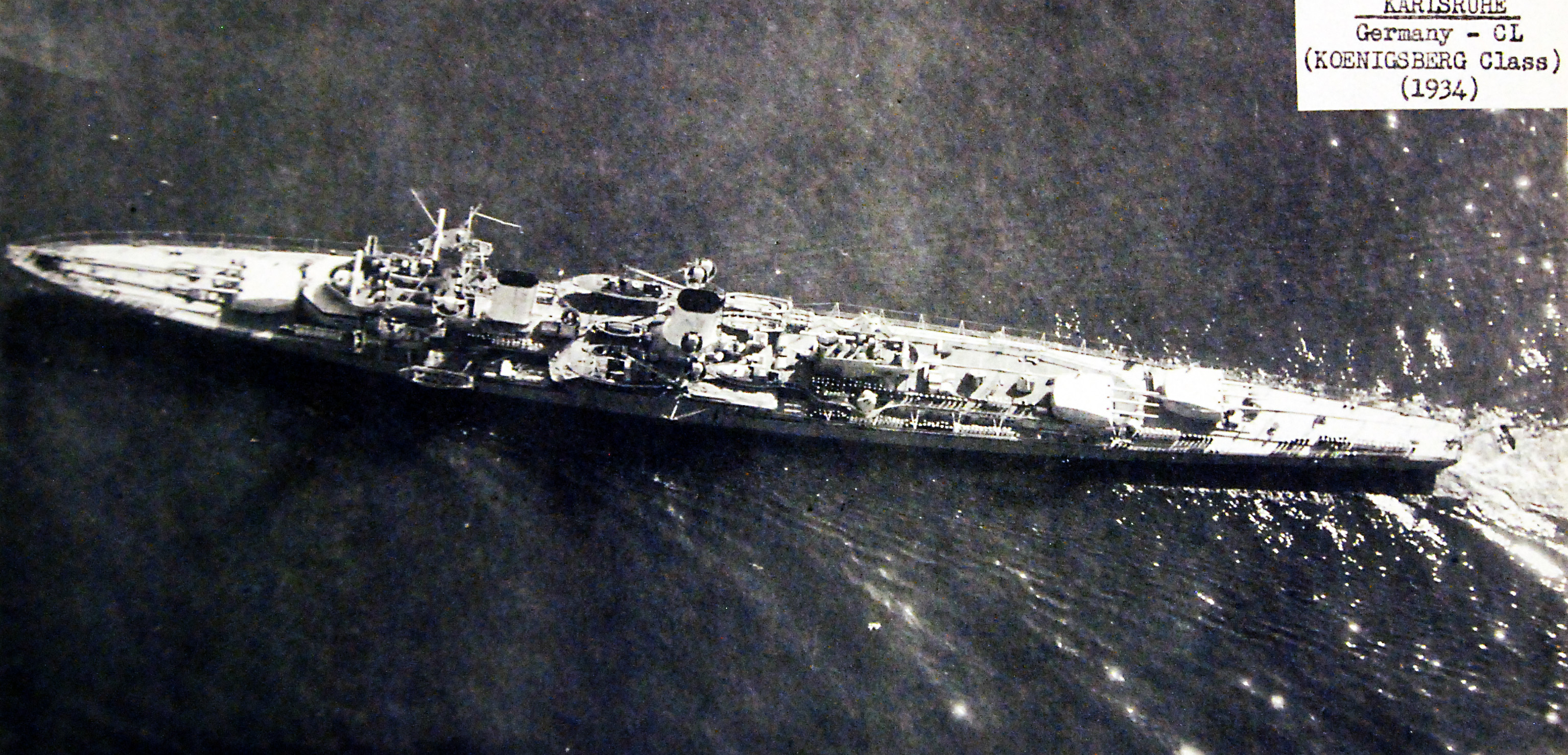
Vista aérea del Karlsruhe

El nuevo crucero se encargó como "Crucero C" y se le dio el nombre temporal de Ersatz Medusa como reemplazo del antiguo crucero Medusa. La construcción del Karlsruhe comenzó el 27 de julio de 1926 con la colocación de su quilla en el astillero Deutsche Werke de Kiel. Fue el segundo de su clase en ser botado, el 20 de agosto de 1927, y comisionado en la Reichsmarine el 6 de noviembre de 1929. El Karlsruhe completó las pruebas en el mar Báltico después de entrar en servicio, tras lo cual fue asignado como buque escuela. 
En mayo de 1930, partió en su primer crucero de siete meses deentrenamiento y representación por el mar Mediterráneo, la costa occidental de África, puertos sudamericanos y finalmente España. Después de regresar a Alemania, se modernizó a finales de año; su trinquete se acortó y su superestructura trasera se amplió ligeramente. 
Durante los siguientes cinco años, se embarcó en cuatro cruceros mundiales más para cadetes navales, viajando hasta Japón. Desde marzo hasta noviembre de 1931 realizó ejercicios navales y a partir de noviembre de 1931 hasta diciembre de 1932 efectuó su segundo crucero de representación por las Indias orientales, el Canal de Panamá, Cabo de Hornos y Nueva York. Desde enero hasta octubre de 1933 realizó ejercicios navales y de adiestramiento al mando del comandante Günther Lütjens. Desde mediados de octubre de 1934 hasta junio de 1935 efectúa su cuarto crucero de representación por puertos exclusivamente americanos; adicionalmente el oficial telemetrista es el alférez Burkard von Müllenheim-Rechberg, y tanto Lütjens como von Müllenheim coincidirían en el Bismarck cinco años más tarde.El futuro almirante Lütjens aprovecha la ocasión para visitar a familiares en Chile cuando toca el puerto de Valparaíso.
Entre cada crucero realizó ejercicios con el resto de la flota en aguas alemanas. Günther Lütjens sirvió como comandante del barco desde septiembre de 1934 hasta septiembre de 1935. En 1935, le hicieron más modificaciones, incluida la instalación de un mástil detrás de los embudos, junto con una catapulta de avión en el centro del barco con una grúa para manejar hidroaviones.Entre octubre de 1935 y junio de 1936, bajo el mando del capitán Siemens a bordo, realiza su último crucero de representación en puertos asiáticos, las Islas Vírgenes, el Japón y en la travesía del Pacífico hacia el Canal de Panamá sufre daños debido a una tormenta en el Océano Pacífico. Las debilidades estructurales en el revestimiento del casco, en su mayoría soldado, se hicieron evidentes y el crucero se vio obligado a llegar a San Diego en abril para reparaciones. Allí, su casco fue reparado y reforzado, lo que aumentó ligeramente su desplazamiento y manga. Regresó a Alemania en junio de 1936 e inmediatamente entró en dique seco para reparaciones más permanentes y una revisión en profundidad. Durante este período en astillero, reemplazó sus dos cañones antiaéreos de 8,8 cm en montaje único por tres montajes gemelos. También se instalaron directores de control de incendios para estas armas. Después de salir de este reacondicionamiento, realizó pruebas de mar y luego se unió a las patrullas de no intervención durante la Guerra Civil Española, aunque solo permaneció en España durante unos meses, hasta principios de 1938.

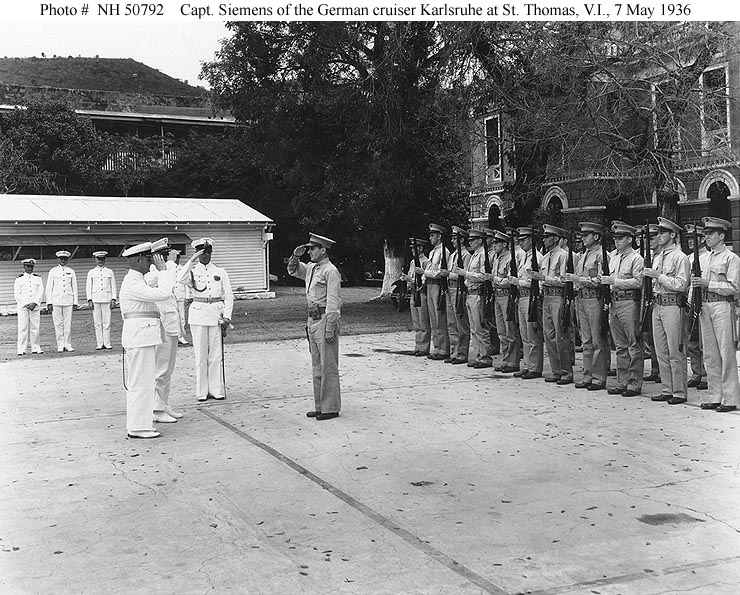
Recepción de la oficialidad del Karlsruhe en el fuerte americano Saint Thomas, Islas Vírgenes, el 7 de mayo de 1936

El Karlsruhe fue el crucero ligero alemán de la Kriegsmarine que más cruceros de representación de la bandera realizó en el periodo de la preguerra. En 1939, el comienzo de la Segunda Guerra Mundial lo sorprende en Wilhelmshaven realizando modernizaciones y reparaciones menores.

## Segunda Guerra Mundial
Después de regresar a Alemania, reanudó sus tareas de formación en el Báltico. Fue retirado del servicio en mayo de 1938 para una importante modernización. Los embudos se modificaron con tapas inclinadas y plataformas de reflectores a los lados. Los cañones antiaéreos de 8,8 cm del barco fueron reemplazados por cañones más potentes de 10,5 cm. Los trabajos duraron hasta noviembre de 1939, poco después del estallido de la Segunda Guerra Mundial. Pasó los siguientes meses realizando pruebas y maniobras de entrenamiento. El 4 de enero, el Karlsruhe y el minador Schiff 23 fueron enviados para interceptar el vapor sueco Konung Oscar, que transportaba refugiados polacos de Riga a Suecia. El Karlsruhe capturó el barco sueco, y lo envió junto con los 41 polacos a bordo a Memel. Al inicio de la Operación Weserübung no estaba preparado para las operaciones de combate, por lo que fue utilizado como transporte de tropas para el ataque a Kristiansand. La fuerza de ataque también incluía una embarcación auxiliar para lanchas torpederas Schnellboot, cuatro grandes torpederos y varios Schnellboot, conocidas por los aliados como E-Boat.Formó parte del grupo de operaciones Kristiansand-Arendal junto con los torpederos Seeadler,Greif y Luchs, siete lanchas de desembarco y transportando 1 100 soldados. 
La fuerza invasora partió de Bremerhaven a principios del 8 de abril de 1940 con el Kapitän zur See Friedrich Rieve a bordo del Karlsruhe al mando. Cuando llegó a Kristiansand, una densa niebla cubría la zona, lo que hacía muy peligroso el paso del fiordo fuera del puerto. Como resultado, los barcos alemanes tuvieron que esperar hasta la mañana del 9 de abril para comenzar el ataque. Cuando el Karlsruhe entró en el fiordo, fue objeto de un intenso fuego de los cañones costeros noruegos en la fortaleza de Odderøya a 6 500 m de distancia. El crucero viró en el fiordo para poner en acción toda su andanada. El duelo de artillería duró unas dos horas antes de que una densa niebla volviera a cubrir el puerto, lo que obligó a ambos bandos a cesar el fuego. Los noruegos se rindieron una hora más tarde y los barcos alemanes desembarcaron sus tropas embarcadas.

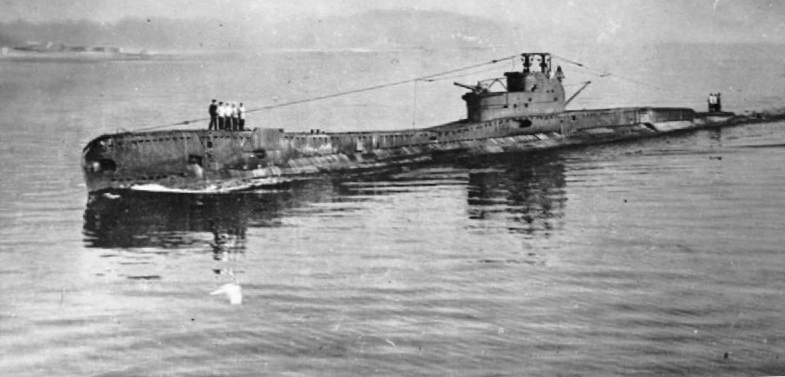
HMS Truant, submarino que provocó el hundimiento del Karlsruhe

El Karlsruhe abandonó seguidamente Kristiansand la tarde del 9 de abril con tres de los torpederos como escolta. El submarino británico HMS Truant estaba posicionado fuera del fiordo, y cuando su tripulación vio los barcos alemanes, disparó una salva de 10 torpedoshacia las 7 de la tarde de ese día. El Karlsruhe logra evitar 9 de los 10 artefactos. Pese a tomar medidas evasivas, el torpedo que impacta le alcanzó en el costado de estribor en el centro del barco, abriendo un gran agujero en el casco y permitiendo que miles de toneladas de agua entraran y destrozado los timones, la propulsión y los mamparos de la sala de máquinas, causándole 11 bajas. La inundación inutilizó sus motores y generadores eléctricos, lo que cortó la energía a las bombas de achique. Con esas bombas inoperativas, Rieve decidió que no había esperanzas de salvar al Karlsruhe y emitió la orden de abandonar el barco dos horas después del ataque. El torpedero alemán Greif evacuó a la tripulación y disparó dos torpedos más hacia Karlsruhe para hundirlo.El pecio quedó a 400 m de profundidad en las costas del estrecho de Skagerrak.
Rieve y su superior fueron duramente criticados en una investigación sobre el hundimiento por no haber tomado todas las medidas posibles para salvar al Karlsruhe. El informe concluyó que dado que el barco todavía estaba a flote después de dos horas y se necesitaron dos torpedos adicionales para hundirlo, podría haber sido posible remolcarlo de regreso a Kristiansand u otro puerto. Además, las bombas de achique en proa todavía tenían energía, por lo que la inundación podría haberse ralentizado lo suficiente como para permitir el regreso a un puerto seguro.

## Pecio

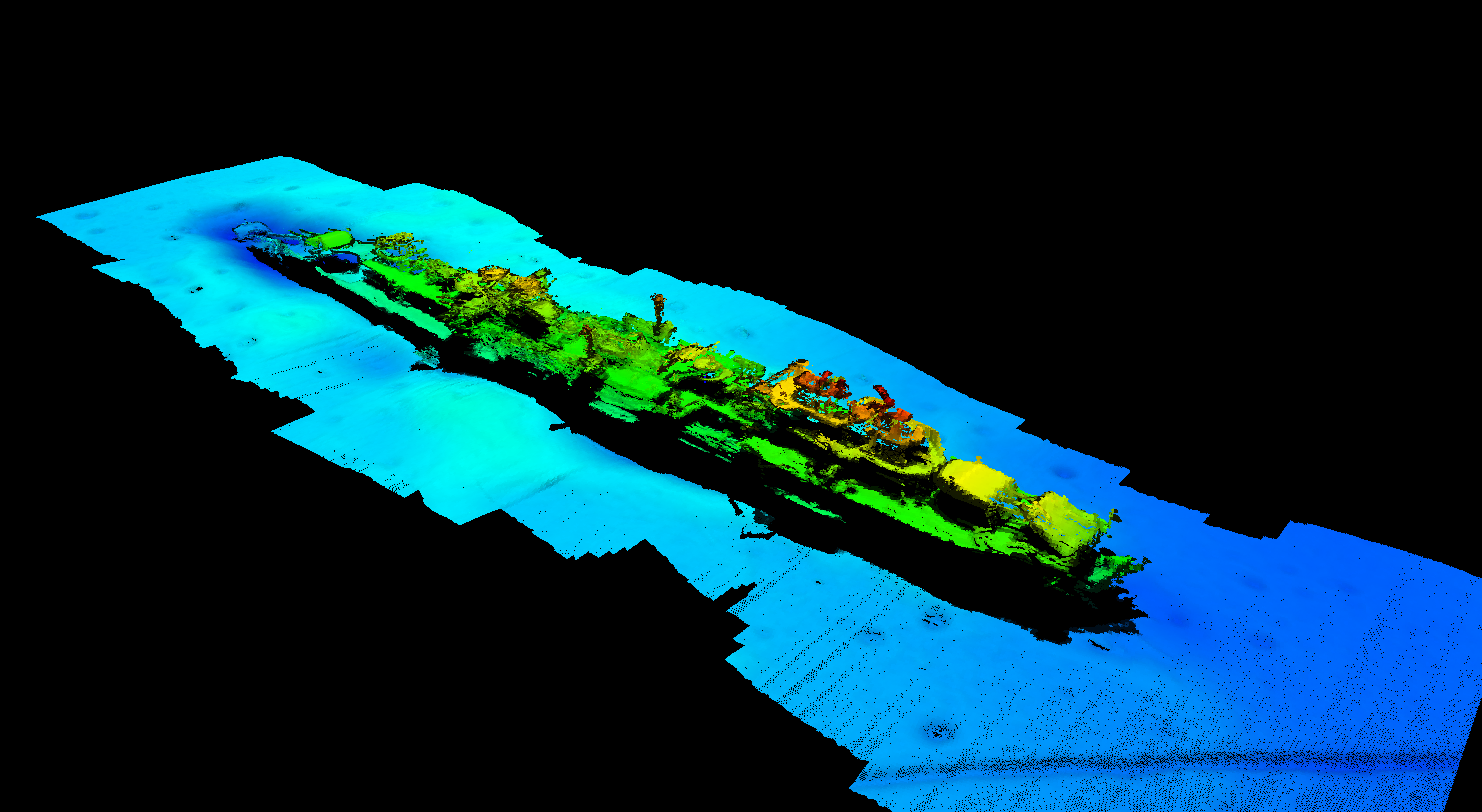
Imagen de sonar del pecio del naufragio en el fondo marino.

La posición exacta del pecio del naufragio fue desconocida durante más de 80 años. El operador noruego de la red eléctrica Statnett realizó un sonar en abril de 2017 que localizó los restos del naufragio pero no lo identificó en ese momento.El barco se encuentra a solo 15 m (49 pies) de la línea eléctrica sumergida entre Dinamarca y Noruega, operada por Statnett. Los restos del naufragio se encuentran a unas 13 millas náuticas (24 km; 15 millas) de la costa noruega, a una profundidad de aproximadamente 490 m (1610 pies). Stattnet envió otra expedición el 30 de junio de 2020 con el buque de reconocimiento Olympic Taurus para realizar una investigación de los restos del naufragio utilizando vehículos submarinos operados a distancia después de una fuerte tormenta, para confirmar que el cable no había sufrido daños. La empresa confirmó en septiembre que se trataba del Karlsruhe. En la imagen de sonar aparece sin proa, cortada al pie de la primera torreta, y dispuesto boca arriba en el lecho submarino.